# Рогатка (Борисовський район)
Рогатка (біл. вёска Рагатка) — село в складі Борисовського району Мінської області, Білорусь. Село підпорядковане Веселівській сільській раді, розташоване в північно-східній частині області.